# Cuauhtémoc (Actopan)
Cuauhtémoc también conocida como Colonia Cuauhtémoc es una localidad mexicana perteneciente al municipio de Actopan, en el estado de Hidalgo.

## Toponimia
La localidad toma el nombre de "Cuauhtémoc", que en náhuatl significa ‘el águila se posó’.

## Historia
Antiguamente este barrio pertenecía a la localidad de Chicavasco, y se le conocía como "La Ranchería".

## Geografía

### Ubicación
Le corresponden las coordenadas geográficas 20° 12’ 41” de latitud norte y 98° 57’ 55” de longitud oeste. Se encuentra en la región geográfica del estado de Hidalgo denominada Valle del Mezquital. La localidad se localiza en la región oriente de México, al centro del estado de Hidalgo y al sur del territorio municipal de Actopan.

### Relieve e hidrografía
La localidad tiene una altitud promedio de 2044 metros sobre el nivel del mar; con un relieve principalmente de llanura y lomerío; con una pendientes del terreno de 0 a 3 grados. Fisiográficamente se encuentra en la provincia del Eje Neovolcánico, dentro de la subprovincia de Llanuras y Sierras de Querétaro e Hidalgo.
En cuanto a edafología tiene un tipo de suelo de phaeozem y aluvial; en cuanto a geología cuenta con rocas ígnea extrusiva. En lo que respecta a la hidrografía, se encuentra posicionada en la región del Pánuco, dentro de la cuenca del río Moctezuma, en la subcuenca del río Actopan. También se encuentra sobre el acuífero Actopan-Santiago de Anaya.

### Clima
La localidad presenta un clima semiseco templado.
| Parámetros climáticos promedio de Colonia Cuauhtémoc | Parámetros climáticos promedio de Colonia Cuauhtémoc | Parámetros climáticos promedio de Colonia Cuauhtémoc | Parámetros climáticos promedio de Colonia Cuauhtémoc | Parámetros climáticos promedio de Colonia Cuauhtémoc | Parámetros climáticos promedio de Colonia Cuauhtémoc | Parámetros climáticos promedio de Colonia Cuauhtémoc | Parámetros climáticos promedio de Colonia Cuauhtémoc | Parámetros climáticos promedio de Colonia Cuauhtémoc | Parámetros climáticos promedio de Colonia Cuauhtémoc | Parámetros climáticos promedio de Colonia Cuauhtémoc | Parámetros climáticos promedio de Colonia Cuauhtémoc | Parámetros climáticos promedio de Colonia Cuauhtémoc | Parámetros climáticos promedio de Colonia Cuauhtémoc |
| Mes                                                  | Ene.                                                 | Feb.                                                 | Mar.                                                 | Abr.                                                 | May.                                                 | Jun.                                                 | Jul.                                                 | Ago.                                                 | Sep.                                                 | Oct.                                                 | Nov.                                                 | Dic.                                                 | Anual                                                |
| ---------------------------------------------------- | ---------------------------------------------------- | ---------------------------------------------------- | ---------------------------------------------------- | ---------------------------------------------------- | ---------------------------------------------------- | ---------------------------------------------------- | ---------------------------------------------------- | ---------------------------------------------------- | ---------------------------------------------------- | ---------------------------------------------------- | ---------------------------------------------------- | ---------------------------------------------------- | ---------------------------------------------------- |
| Temp. máx. media (°C)                                | 21.5                                                 | 23.7                                                 | 26.0                                                 | 27.4                                                 | 27.5                                                 | 25.4                                                 | 24.3                                                 | 24.5                                                 | 23.4                                                 | 22.6                                                 | 22.2                                                 | 22.0                                                 | 24.2                                                 |
| Temp. media (°C)                                     | 12.7                                                 | 14.3                                                 | 16.3                                                 | 18.0                                                 | 19.0                                                 | 18.4                                                 | 17.6                                                 | 17.6                                                 | 17.2                                                 | 15.5                                                 | 14.0                                                 | 13.6                                                 | 16.2                                                 |
| Temp. mín. media (°C)                                | 4.0                                                  | 5.0                                                  | 6.7                                                  | 8.7                                                  | 10.5                                                 | 11.4                                                 | 10.9                                                 | 10.7                                                 | 11.0                                                 | 8.4                                                  | 5.9                                                  | 5.2                                                  | 8.2                                                  |
| Precipitación total (mm)                             | 12.0                                                 | 8.0                                                  | 14.0                                                 | 32.0                                                 | 59.0                                                 | 89.0                                                 | 90.0                                                 | 68.0                                                 | 89.0                                                 | 39.0                                                 | 15.0                                                 | 7.0                                                  | 522                                                  |
| Fuente: Servicio Meteorológico Nacional. 2015        |                                                      |                                                      |                                                      |                                                      |                                                      |                                                      |                                                      |                                                      |                                                      |                                                      |                                                      |                                                      |                                                      |

## Demografía
De acuerdo al censo INEGI del año 2020 cuenta con una población de 1879 habitantes, de los cuales 881 son hombres y 998 son mujeres. Esta población corresponde al 3.08 % de la población municipal.
| Gráfica de evolución demográfica de Cuauhtémoc entre 1960 y 2020 |
|                                                                  |
| Población registrada por los censos y conteos del INEGI.         |

## Infraestructura
La localidad cuenta con una escuelas de nivel preescolar, una primaria y una telesecundaria.  El código postal de la localidad es 42616, y su prefijo telefónico es 772. El servicio de agua potable, drenaje y alcantarillado está a cargo de la propia comunidad, la extracción de agua se realiza mediante dos pozos ubicados en la localidad. Mientras que la Comisión Federal de Electricidad (CFE) se encarga de la electricidad y alumbrado público.

## Cultura

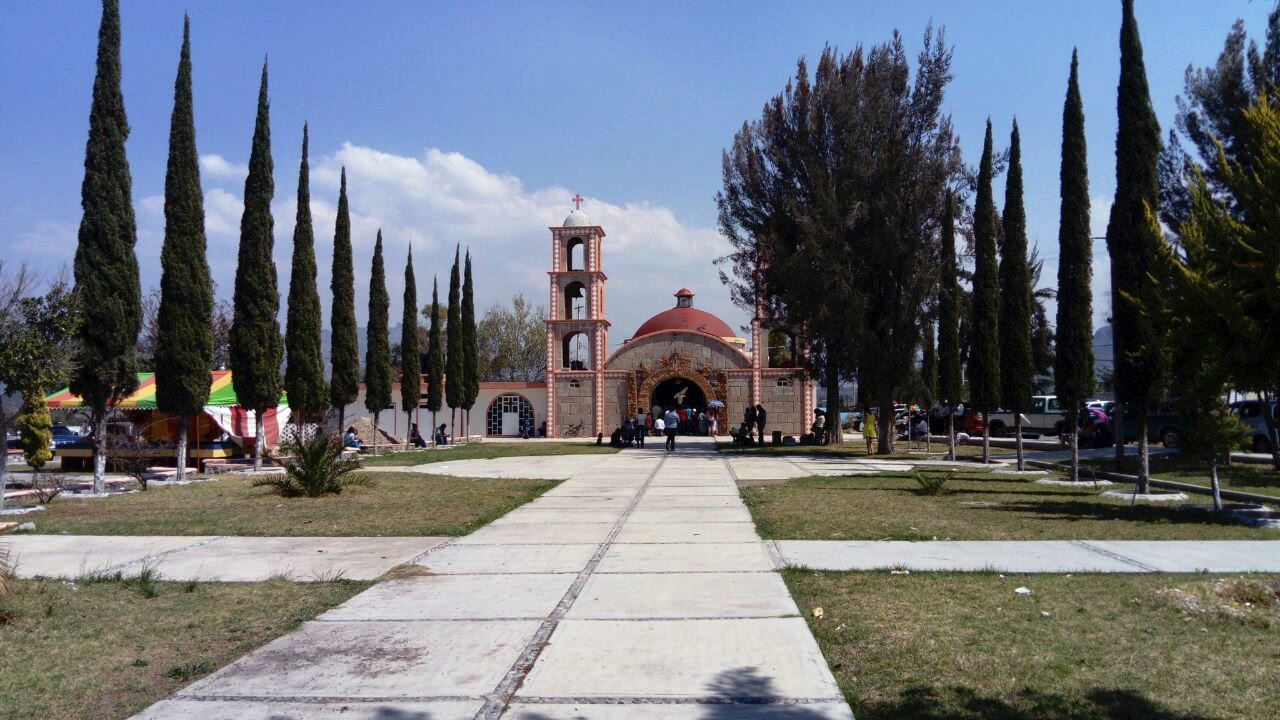
Iglesia el Señor de la Salud.

En cuanto a arquitectura destaca la Iglesia del Señor de la salud. En gastronomía el platillo tradicional es la barbacoa de borrego horneada en un horno subterráneo, además como uno de sus platillos principales se encuentra el ximbó, que es carne de gallo de rancho envuelto con pencas de maguey y horneado en un horno subterráneo.
Dentro de las fiestas populares que se celebran en el municipio se encuentran todas las celebraciones religiosas como Semana Santa, Navidad, Día de Muertos y el 12 de diciembre se realizan los tradicionales festejos a la Virgen de Guadalupe. El 15 de mayo en honor a San Isidro Labrador, antiguamente adornaban las juntas y caballos; sacaban al santo en procesión, hacia las milpas, donde se realizaba una misa.
La principal fiesta son las que se realizan en honor al Señor de la Salud; la primera se realiza el segundo viernes de Cuaresma, su día de festejo patronal; y la segunda se realiza el 24 de julio, día que la escultura del cristo llegó a la localidad.

## Economía
Tiene un grado de marginación es medio y un grado de rezago social muy bajo. Las principales actividades económicas son el comercio, la agricultura, ganadería y la avicultura.